# عملية أوتو
عملية أوتو (المعروفة أيضًا باسم Plan Otto ) هي الاسم الرمزي لخطتين مستقلتين من قبل ألمانيا النازية. كانت خطة 1938 لاحتلال النمسا. الثانية تصوّر هجوم على الاتحاد السوفيتي وتم تطويره من أواخر يوليو 1940. 

## الخطتان
كانت العملية الأصلية أوتو هي خطة لاحتلال النمسا خلال أنشلوس في عام 1938.  سميت على غسم ولي عهد النمسا والمجر في ذلك الوقت، أوتو فون هابسبورغ. 
استخدمت القيادة العليا للجيوش الألمانية أيضًا أوتو كاسم رمزي في يوليو 1940 لخطتهم الأصلية لغزو الاتحاد السوفيتي. تم إعادة تسمية الخطة لاحقًا باسم بارباروسا في ديسمبر 1940. قدر الألمان تدمير 240 فرقة سوفيتية، مع بقاء 60 سليمة فقط. مع هامش الانتصار الساحق، لم تكتمل الخطة، على افتراض أن الاتحاد السوفياتي لن يتمكن من التعافي أبداً. خلال عملية بارباروسا، دمر الألمان في الواقع 248 فرقة، ولكن بسبب التعبئة السوفيتية، كان هناك 220 فرقة إضافية متبقية، أكثر بكثير من ال60 التي كانت متوقعة.   هتلر، الذي كان يطارده مصير نابليون (الذي استولى على موسكو لكنه فشل في تدمير الجيش الروسي)، قام بتغيير الخطة من خلال التركيز بشكل أقل على الاستيلاء على موسكو والتركيز على تدمير الجيش الأحمر. 